# Miroslav Chvíla
Miroslav Chvíla (* 28. března 1967) je bývalý slovenský fotbalista, záložník a obránce, reprezentant Československa i Slovenska.

## Fotbalová kariéra
V československé lize nastoupil ve 122 utkáních a vstřelil 8 gólů. Hrál za Duklu Banská Bystrica (1986–1988), Slovan Bratislava (1988–1995), Inter Bratislava (1995–1997) a Artmedii Petržalka (1997–1999). Se Slovanem získal roku 1992 titul mistra Československa a dvakrát titul mistra Slovenska (1994, 1995). Za československou reprezentaci odehrál roku 1992 jedno utkání, jednou startoval v reprezentačním B-mužstvu, 2x v reprezentaci do 21 let. Roku 1994 reprezentoval i Slovensko. V evropských pohárech nastoupil v 9 utkáních.

## Ligová bilance
| Ročník                                   | Zápasy | Góly | Klub                  |
| ---------------------------------------- | ------ | ---- | --------------------- |
| 1. československá fotbalová liga 1986/87 | 14     | 0    | Dukla Banská Bystrica |
| 1. československá fotbalová liga 1987/88 | 6      | 0    | Dukla Banská Bystrica |
| 1. československá fotbalová liga 1988/89 | 17     | 1    | Slovan Bratislava     |
| 1. československá fotbalová liga 1989/90 | 25     | 2    | Slovan Bratislava     |
| 1. československá fotbalová liga 1990/91 | 21     | 2    | Slovan Bratislava     |
| 1. československá fotbalová liga 1991/92 | 28     | 2    | Slovan Bratislava     |
| 1. československá fotbalová liga 1992/93 | 11     | 1    | Slovan Bratislava     |
| Mars superliga 1993/94                   | 29     | 1    | Slovan Bratislava     |
| Mars superliga 1994/95                   | 19     | 2    | Slovan Bratislava     |
| Mars superliga 1995/96                   | 25     | 1    | Inter Bratislava      |
| Mars superliga 1996/97                   | 21     | 1    | Inter Bratislava      |
| Mars superliga 1997/98                   | 27     | 0    | Artmedie Bratislava   |
| Mars superliga 1998/99                   | 13     | 0    | Artmedie Bratislava   |
| CELKEM                                   | 258    | 13   |                       |